# Trichocephalus
Trichocephalus es un género de plantas de la familia  Rhamnaceae.

## Especies seleccionadas
- Trichocephalus atratus Eckl. & Zeyh.
- Trichocephalus callosus Eckl. & Zeyh.
- Trichocephalus elongatus Eckl. & Zeyh.
- Trichocephalus imberbis Eckl. & Zeyh.
- Trichocephalus laevis Eckl. & Zeyh.